# Michael McCaul
Michael Thomas McCaul, född 14 januari 1962 i Dallas, Texas, är en amerikansk republikansk politiker. Han representerar delstaten Texas tionde distrikt i USA:s representanthus sedan 2005.
McCaul avlade 1984 grundexamen vid Trinity University och 1987 juristexamen vid St. Mary's University. Han arbetade därefter som advokat och som åklagare.
McCaul blev invald i representanthuset i kongressvalet 2004. Han är medlem av representanthusets etikuskott (United States House Committee on Standards of Official Conduct).
McCaul och hustrun Linda har fem barn: Caroline, Jewell, Avery, Lauren och Michael, Jr.